# Chlamydera cerviniventris
L'uccello giardiniere pettofulvo o clamidera pettofulvo (Chlamydera guttata Gould, 1850) è un uccello passeriforme della famiglia Ptilonorhynchidae.

## Etimologia
Il nome scientifico della specie, cerviniventris, deriva dal latino e significa "dal ventre di color cervo", in riferimento alla livrea di questi uccelli.

## Descrizione

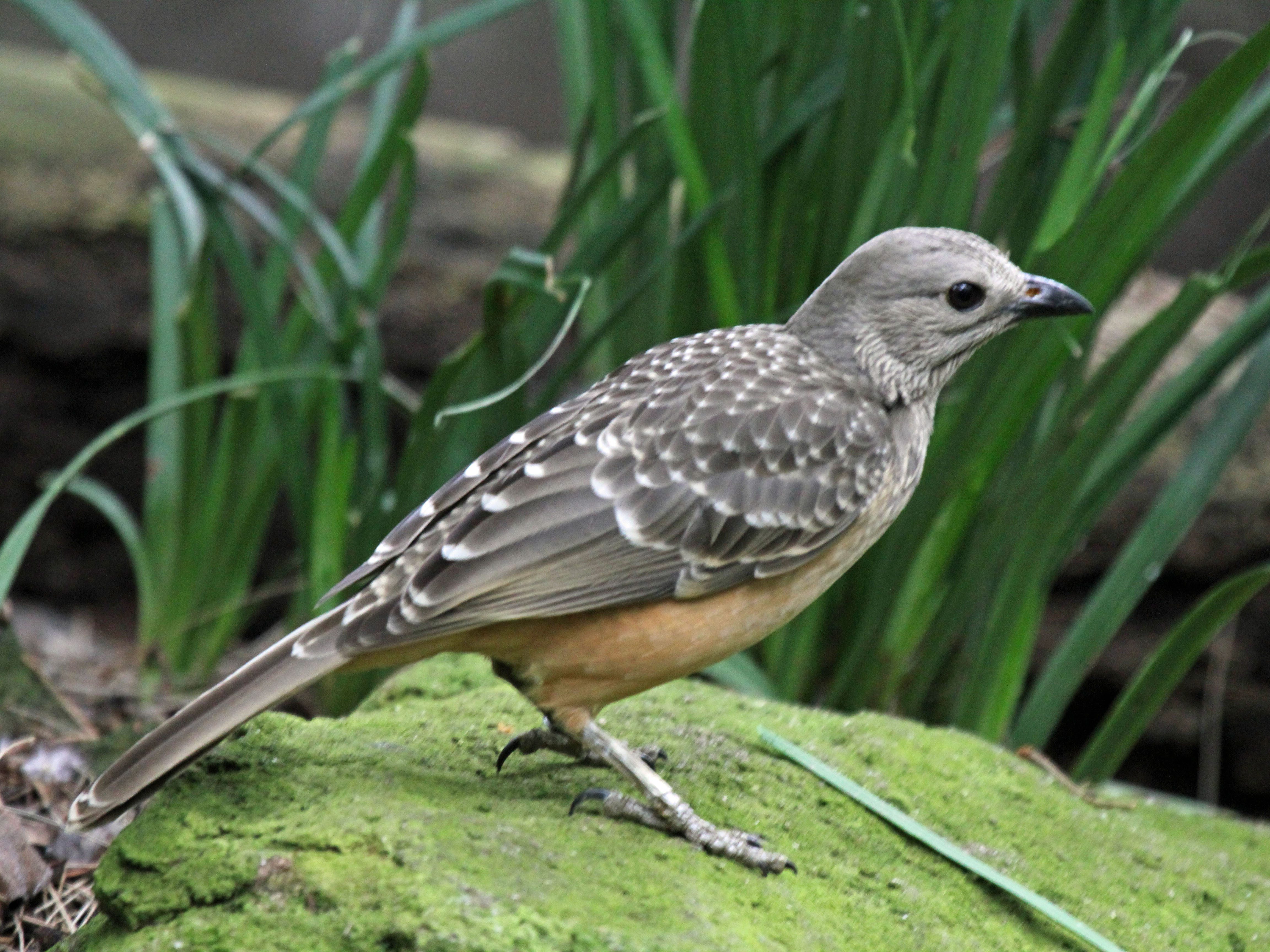
Esemplare in cattvità.

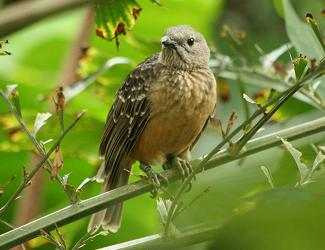
Esemplare in natura.

### Dimensioni
Misura 29 cm di lunghezza, per 117-182 g di peso: a parità d'età, i maschi sono più grossi e pesanti rispetto alle femmine.

### Aspetto
Si tratta di uccelli dall'aspetto massiccio ma slanciato con piccola testa arrotondata, collo allungato e robusto, becco robusto e conico dalla punta ricurva verso il basso, ali digitate, zampe forti e allungate e coda piuttosto lunga, sottile e dall'estremità squadrata. 
Il piumaggio si presenta di colore grigio su testa, dorso, ali e coda: le penne di fronte, bavetta e bordi inferiori della testa presentano punta di colore biancastro, mentre quelle delle ali e della coda presentano punta dall'orlo bianco ed una sottile linea mediana longitudinale dello stesso colore, oltre ad essere leggermente più scure e (soprattutto nel cao della coda) a presentare evidenti sfumature di colore brunastro. Il petto è grigio-biancastro, sempre con penne dalla punta bianca, e sfuma nel colore bruno-arancio pastello del ventre, dei fianchi e del sottocoda (che è più chiaro rispetto al resto dell'area), al quale la specie deve sia il proprio nome comune che il nome scientifico.
Il dimorfismo sessuale è presente e ben evidente, coi maschi dalla colorazione dorsale maggiormente tendente al grigio-cenere e quella ventrale più carica rispetto a quanto osservabile nelle femmine: gli esemplari di sesso maschile, inoltre, presentano penne della luca leggermente allungate a formare una cresta erettile di colore rosato, del tutto assente nelle femmine.
Il becco è di colore nerastro, mentre le zampe sono di colore grigio-nerastro: gli occhi sono invece di colore bruno scuro.

## Biologia
L'uccello giardiniere pettofulvo è un animale dalle abitudini di vita essenzialmente diurne e perlopiù solitarie: specialmente i maschi adulti tendono ad essere infatti territoriali, mentre le femmine non in riproduzione possono riunirsi in gruppi comprendenti anche giovani esemplari. Questi uccelli passano la maggior parte della propria giornata alla ricerca di cibo, mantenendosi soprattutto al suolo, sebbene siano perfettamente in grado di volare e non esitino a muoversi anche fra i rami di alberi e cespugli.
Si tratta di uccelli piuttosto silenti: i maschi in amore, tuttavia, divengono molto vocali, emettendo una serie di richiami piuttosto aspri e gracchianti per attrarre le femmine ed avvertire i rivali di non avvicinarsi.

### Alimentazione
La dieta di questi animali, sebbene ancora poco conosciuta e studiata, si compone sicuramente di insetti (soprattutto bruchi e coleotteri, che vengono utilizzati anche per nutrire i nidiacei), e verosimilmente anche di una buona quantità di frutta, bacche ed altro materiale di origine vegetale.

### Riproduzione

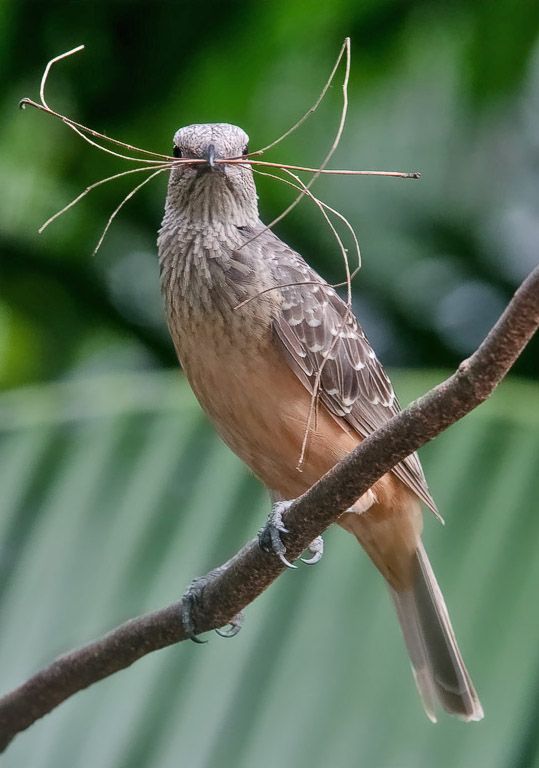
Maschio con materiale da costruzione nel becco.

L'uccello giardiniere pettofulvo può riprodursi durante tutto l'arco dell'anno, privilegiando per farlo (almeno in Australia) i mesi fra settembre e dicembre).
I maschi dedicano la maggior parte della propria vita adulta alla costruzione ed al mantenimento di una voluminosa piattaforma di rametti, piantati verticalmente al suolo a formare una sorta di vialetto col pavimento foderato da altri rametti: il maschio ha inoltre cura di disporre tutto intorno a questo pergolato una grande quantità di oggetti luccicanti oppure di colore sgargiante (sassolini, ossicini, conchiglie, bacche, ma anche materiale plastico o metallico) che reperisce personalmente ed arrangia secondo il proprio gusto.

Dopo aver ultimato la propria struttura, il maschio si posiziona in un punto riparato nelle immediate vicinanze e vocalizza per attrarre le femmine: all'arrivo di una di queste ultime, lo spasimante si palesa, tenendo un oggetto nel becco mentre la segue nella visita al pergolato, annuendo con la testa e tenendo le penne di ali, coda e nuca ben arruffate mentre esegue la propria danza rituale, alla quale la femmina (qualora positivamente impressionata, e comunque molto difficilmente alla prima visita della struttura, a meno che i due esemplari non si conoscano già da precedenti stagioni riproduttive) si lascia montare all'interno della struttura.
Dopo l'accoppiamento, i due sessi si perdono di vista, col maschio che continua a cercare di attirare altre potenziali partner e la femmina che si occupa in totale solitudine di costruire il nido (una struttura a coppa costruita nel folto della vegetazione arbustiva o arbore), di covare le 1-2 uova screziate e di allevare i nidiacei, i quali divengono pronti per l'involo a circa tre settimane dalla schiusa, ma continuano a rimanere con la madre ancora per un paio di mesi prima di affrancarsene in maniera definitiva.

## Distribuzione e habitat

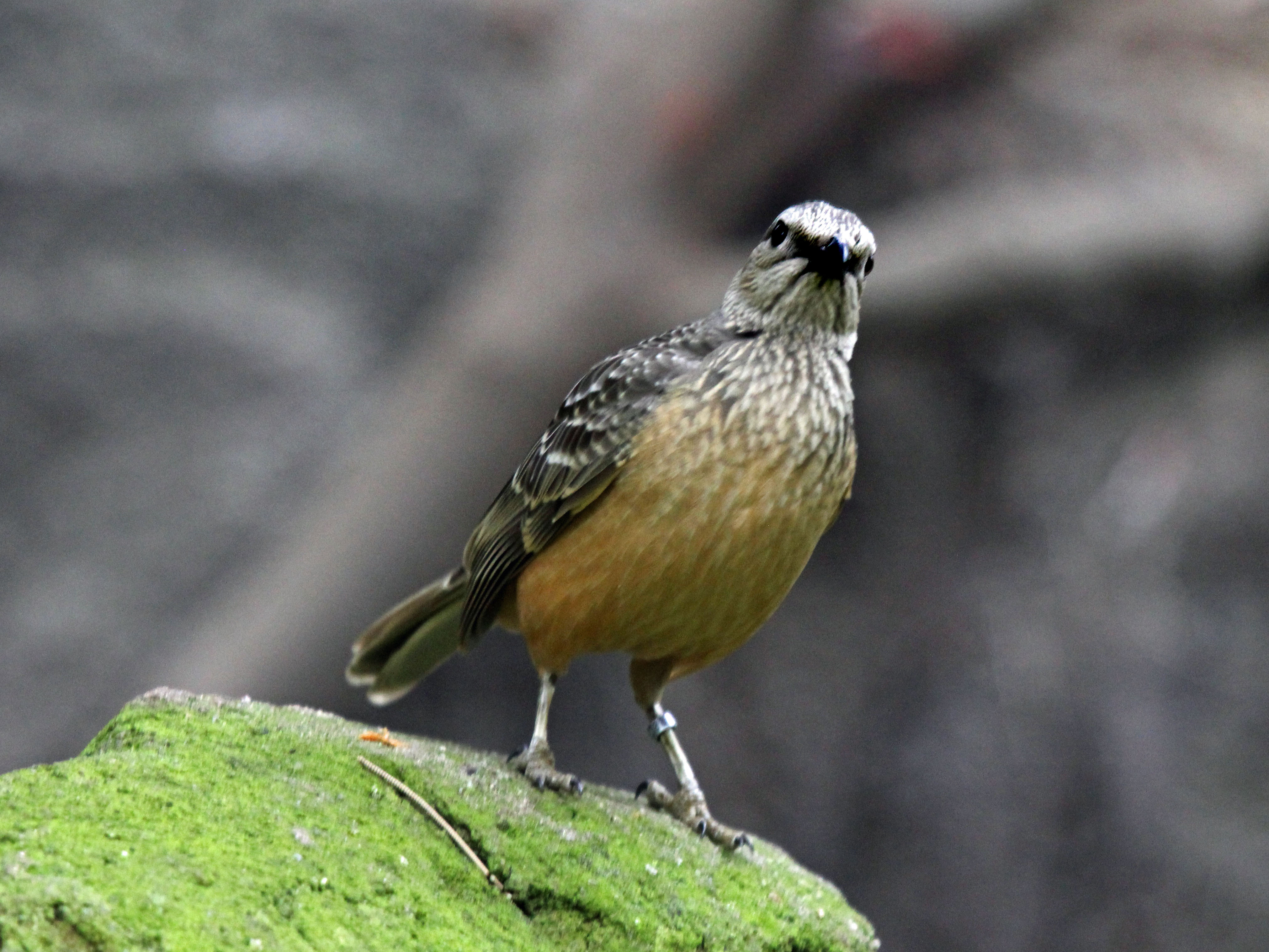
Esemplare allo zoo di San Diego.

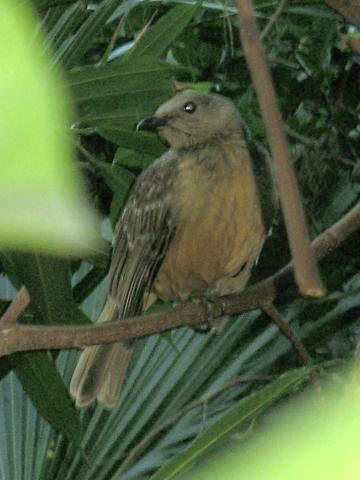
Esemplare allo zoo di Central Park.

L'uccello giardiniere pettofulvo è diffuso su ambedue le sponde dello Stretto di Torres, popolando sia la Nuova Guinea (dove, con areale piuttosto frammentato, la specie è osservabile nella porzione centrale della penisola di Doberai e lungo tutta la costa orientale da Jayapura a nord a Merauke a sud, spingendosi all'interno fino alle pendici settentrionali dei monti Bismarck) che l'estremo nord dell'Australia (lungo la costa della penisola di Capo York settentrionale e nord-orientale, a sud fino alle coste centro-orientali della contea di Cook).
L'habitat di questi uccelli è rappresentato dalla foresta arida costiera a prevalenza di eucalipto e melaleuca, sia di pianura che di collina.

## Tassonomia
Sebbene le popolazioni australiane presentino taglia mediamente maggiore rispetto a quelle della Nuova Guinea, la specie viene considerata monotipica.